# Fallen Son: The Death of Captain America
Fallen Son: The Death of Captain America (Hijo caído: La muerte del Capitán América, en español) es una serie limitada que trata las diferentes reacciones de los superhéroes del universo Marvel al tiroteo que terminó con la vida de Steve Rogers, el Capitán América. 
Los cinco cómics que componen la serie están escritos por Jeph Loeb, con Leinil Yu, Ed McGuinness, John Romita Jr, David Finch y John Cassaday encargándose del dibujo.

## Historia
Según Loeb, cada número se ocupa de las cinco etapas del duelo: negación, ira, negociación, depresión y aceptación. El título proviene de la propia experiencia de Loeb al haber perdido a su hijo Sam. La negación se refiere a Wolverine, la ira a los dos equipos de los Vengadores (Poderosos Vengadores y Nuevos Vengadores), el Capitán América a la negociación, Spider-Man a la depresión y Iron Man finaliza la trama con la aceptación.

### Capítulo 1: Negación
Wolverine trata de investigar si el Capitán América en realidad murió, por lo que va con Bucky (Winter Soldier) pero este lo rechaza. Después busca a Daredevil ya que con sus sentidos aumentados, él sabría si es el verdadero cuerpo del Capitán el que yace en poder de S.H.I.E.L.D. Con la ayuda del Dr. Extraño, quien con su magia puede evitar que los detecten en un lapso de 10 minutos, suben al helicarrier de S.H.I.E.L.D. encontrando al supuesto francotirador, Crossbones, en una celda. Lo interrogan para saber quien lo contrató o si el Cráneo Rojo está detrás del atentado pero este no les ayuda en nada, Daredevil cree que su mente ha sido bloqueada. El hechizo de protección del Doctor se desvanece por lo que Wolverine le pide a Daredevil que se vaya. Finalmente, el Hombre X logra dar con el cuerpo del Capitán. Iron Man y Henry Pym lo interceptan pero lo dejan ir para que de testimonio a los que todavía creen que el Capitán pudo haber sobrevivido. Antes de irse, Wolverine advierte a Stark que si ha tenido algo que ver en lo sucedido, lo matará.

### Capítulo 2: Ira
Los Vengadores van al océano para enfrentarse a Tiger Shark que con "el Cuerno de Gabriel" busca recuperar algo del "respeto perdido" y está convocando a monstruos marinos muy cerca de una zona de la costa en donde se tienen misiles nucleares. Mientras tanto, los Nuevos Vengadores con Ben Grimm (Thing) de los Cuatro Fantásticos se reúnen en un juego de cartas en el Sanctum Sanctorum del Dr. Extraño. Wolverine se hace presente y les confirma que la muerte del Capitán es real. Spider-Man no lo acepta y furioso por el dolor, se marcha. Mientras tanto, los Vengadores derrotan a Tiger Shark con la ayuda del Vigía (Sentry) y el recién llegado Namor recupera el cuerno. Este les dice que si descubre que los misiles apuntan hacia Atlantis, "conocerán su ira".

### Capítulo 3: Negociación
Iron Man convence a Clint Barton (que se suponía muerto) a enfundarse el traje del Capitán América para que las personas sientan que su legado prevalece. En un principio este acepta (incluso puede maniobrar el difícil escudo del Capitán gracias a sus habilidades de tirador) pero tras una conversación con los Jóvenes Vengadores Ojo de Halcón (Katherine Bishop) y Patriot, quienes acababan de hacerse cargo del supervillano Firebrand, rechaza la idea de Stark dejándolo solo y con el escudo del Capitán en las manos.

### Capítulo 4: Depresión
Spider-Man reflexiona acerca de la pérdida del Capitán América en el cementerio donde están sepultados su tío Ben y sus padres iniciando una pelea contra Rhino (que se encontraba visitando la tumba de su madre). Una vez que controla la situación se hace presente Wolverine que lo había estado siguiendo hace horas atrás desde que dejó el Sanctum Sanctorum preocupado por su estado de depresión. Ambos llegan hasta el puente de Brooklyn (donde Gwen Stacy fue asesinada por el Duende Verde). El Hombre X le aconseja aprender "a vivir con la muerte", asegurándole que poco a poco su carga se hará más fácil de llevar.

### Capítulo 5: Aceptación
El ataúd del Capitán es llevado al cementerio de Arlington en un funeral con honores presidenciales. Cientos de personas acompañan al cortejo incluidos muchos superhéroes acogidos al acta de registro promovida por Iron Man, los otros (Spider-Man, Iron Fist, Wolverine...) deben seguir las exequias a distancia. Tony Stark intenta dar unas palabras pero, genuinamente abatido, no lo consigue ("no se supone que sería así...", alcanza a decir). Sam Wilson (Halcón) ofrece un emotivo discurso donde rememora la vida del Capitán desde la Segunda Guerra Mundial hasta nuestros días, destacando la influencia que tuvo en todos. Al final, Iron Man y los esposos Pym trasladan el verdadero ataúd del Capitán al Ártico (Stark no deja claro que se enterró en Arlington, aunque menciona que dicho entierro solo fue para los medios) al mismo lugar donde fue rescatado años atrás. Namor se hace presente y promete que, mientras él sea el rey de los mares, nadie perturbará el descanso de Rogers. La Avispa le pregunta a Iron Man si sólo les queda aceptar esta nueva era, pero solo obtiene por respuesta su silencio mientras el féretro se pierde en las profundidades.

## What If... Fallen Son
Como es tradición en Marvel, un número especial de la serie Marvel What If... abarcó este arco argumental. En dicho número, Tony Stark (durante el funeral de Rogers) recibe una visita de Uatu El Vigilante, donde este le muestra lo sucedido en dos realidades alternativas. En la primera, Tony Stark muere a causa del Extremis y los eventos de la Civil War toma un nuevo rumbo, mismo que finaliza con los héroes escondiéndose en la clandestinidad. En la segunda y última alternativa mostrada, Utau le muestra a Stark un nuevo giro en su "trato de paz" con Rogers, mismo que finaliza con la ley de registro reformulada para que el Capitán América sea el único hombre en conocer las identidades de todos los superhéroes, y junto con Iron Man, ambos crean una nueva era de oro de los superhéroes.